# Černý Důl
Černý Důl (deutsch Schwarzenthal) ist eine Minderstadt in Tschechien. Sie liegt sieben Kilometer östlich von Vrchlabí und gehört zum Okres Trutnov.

## Geographie

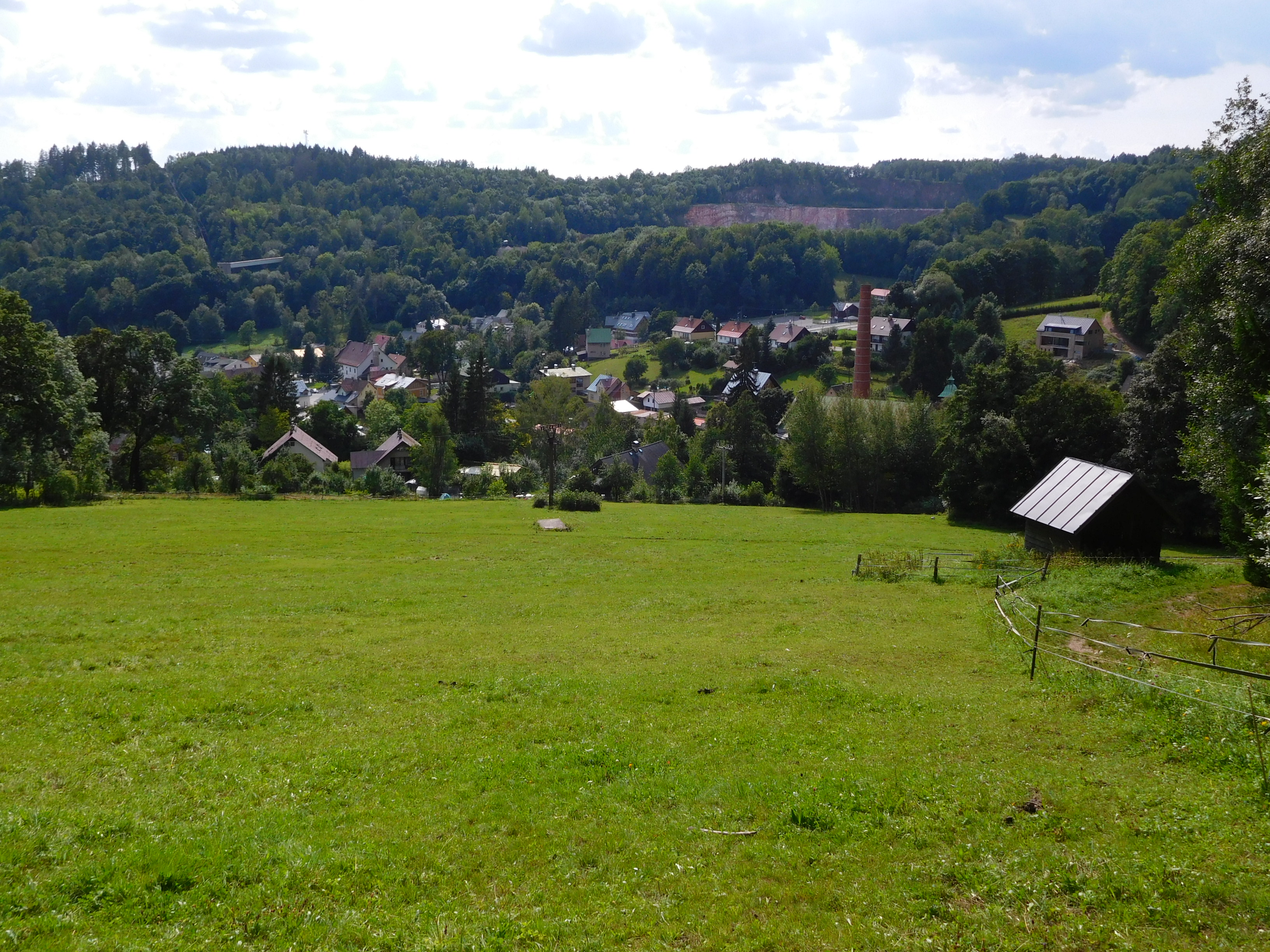
Černý Důl

Černý Důl befindet sich am südlichen Fuße des Riesengebirges im Tal der Čistá (Silberbach). Nördlich erhebt sich die Liščí hora (Fuchsberg, 1363 m), im Nordosten die Černá hora (Schwarzenberg, 1299 m), östlich die Zlatá vyhlídka (Goldene Aussicht, 806 m), im Südosten die Smrčina (Fichtenkoppe, 686 m), südwestlich der Lánský kopec (Zirmkoppe, 614 m), im Westen der Bíner (Bienert, 691 m) sowie nordwestlich der Špičák (Spitzberg, 1001 m) und Jelení vrch (Bönischberg, 1024 m). Unterhalb des Städtchens liegt über dem Pfaffenzelltal der Burgstall Purkhybl. Gegen Süden erstreckt sich der Forstwald, südwestlich der Wald Ovčí les. Westlich von Černý Důl werden am Bíner Kalkbrüche betrieben, von denen eine 8,25 km lange Lastseilbahn zum Baustoffwerk Kunčice nad Labem führt. Durch den Ort führt die Straße II/297 von Čistá nach Janské Lázně und Svoboda nad Úpou.
Nachbarorte sind Nová Ves, Tetřeví boudy und Hrnčířské boudy im Norden, Zrcadlovky im Nordosten, Na Bolkovské Pasece und Hoffmannova Bouda im Osten, Čistecký Bolkov und Bolkov im Südosten, Čistá v Krkonoších im Süden, Kovársko und Prostřední Lánov im Südwesten, Horní Lánov und Peklo im Westen sowie Bönischovy boudy, Prislova Bouda und Dolní Dvůr im Nordwesten.

## Geschichte
Die Ursprünge des Eisenerzbergbaus im oberen Silberbachtal gehen bis auf das Jahr 1383 durch die Herren von Turgov auf Arnau zurück. 1525 erwarb Johann Tetour von Tetov bei der Teilung des Trautenauer Lehens auch das Dorf Neudorf. Er verkaufte die Güter 1533 an den Berghauptmann Christoph von Gendorf. Dieser ließ  Gießdorf im Elbtal zur Bergstadt ausbauen und legte König Ferdinand I. seine Pläne für einen umfangreichen Gold-, Silber- und Eisenbergbau im Riesengebirge vor. Im darauffolgenden Jahr erhob Ferdinand I. Gießdorf/Wrchlab zur Stadt Hohenelbe und erteilte zugleich auch den Bergbauorten Langenau an der Kleinen Elbe und Neudorf am Silberbach umfangreiche Bergprivilegien, sowie das Brau- und Schankrecht, die freie Ausübung des Handwerks sowie die Abhaltung eines Wochenmarktes. Das in den Gebirgswäldern geschlagene Holz wurde über die Elbe bis nach Kuttenberg geflößt.
Bei der Zeche „Gottes Hilf“ in Neudorf ließ Gendorf 1556 die gleichnamige Kapelle Gottes Hilf anlegen, bei der inmitten des Waldhufendorfes um einen quadratischen Marktplatz eine städtische Siedlung entstand. 1561 überschrieb Gendorf, der keine männlichen Nachkommen hatte, die Herrschaft Hohenelbe seiner zweitältesten Tochter Eustachia. Ein Jahr nach dem Tode ihres Vaters erhob Eustachia Bock von Hermsdorf 1564 die Siedlung Gotteshilf zum untertänigen Bergstädtchen Schwarzenthal, dessen Privilegien neben der Bergfreiheit auch die Ansiedlung von Handwerkern und die Holzgewinnung sowie die Abhaltung von drei Jahrmärkten umfassten. 1607 wurde die Kapelle zur Kirche erweitert und unterstand als Filiale der damals protestantischen Pfarre Langenau. Der Dreißigjährige Krieg beendete die wirtschaftliche Blüte. Die Plünderung durch die Schweden sowie mehrere Feuersbrünste ruinierten Schwarzenthal, außerdem kam auch der Bergbau zum Erliegen. Dieser Niedergang führte dazu, dass Schwarzenthal seine Marktrechte verlor. Die Leineweberei, Spinnerei sowie die Viehzucht und Bergweidewirtschaft bildeten die neuen Erwerbsquellen der Bevölkerung. Dabei entstanden auf den sich zur Beweidung eignenden Flächen in den umliegenden Bergen zahlreiche Bauden. Im Jahre 1651 war die überwiegende Mehrheit der Einwohner protestantisch, in dem Städtchen lebten lediglich sechs Katholiken. Die Bemühungen des Besitzers der Herrschaft Hohenelbe, Paul von Morzin, mit harter Hand die Rekatholisierung durchzusetzen, waren wenig erfolgreich. Ein Teil der Protestanten floh in die Berge, zugleich wurden über die aus Schlesien über den Riesengebirgskamm führende Straße immer wieder protestantische Schriften eingeschmuggelt. Im Jahre 1705 ließ Wenzel von Morzin in Hohenelbe ein Augustinerkloster gründen, um damit den Protestantismus unter seinen Untertanen zu bekämpfen und übertrug die Pfarre Langenau diesem Orden. 1736 wurde in Schwarzenthal der Unterricht in einer einklassigen Schule aufgenommen. Während des Bayerischen Erbfolgekrieges fielen im August 1778 preußische Truppen ein. Zwischen dem  26. August und 7. September 1778 bezog der Alte Fritz Stellung auf dem Höhenzug Forst, Schwarzenthal und Ober Langenau, in Schwarzenthal quartierte sich für vier Wochen die Brigade des Herzogs von Anhalt ein. 1787 richtete der Religionsfonds in Schwarzenthal eine Pfarre unter den Vikariat Hohenelbe ein, zu deren Sprengel noch Neudorf und die umliegenden Bauden gehörten. Im Theresianischen Kataster sind für Schwarzenthal u. a. 23 Weber, drei Spinner, drei Müller, verschiedene Handwerke, jedoch nur noch ein Bergmann aufgeführt. Im 18. Jahrhundert begann der Kalkabbau beim Weißenstein am Bienert. Im Jahre 1834 bestand das Städtchen Schwarzenthal bzw. Schwarzthal aus 61 Häusern, darunter je einer Schule, Mühle und Schänke, und hatte 442 Einwohner. Ab 1841 wurden die Kinder aus den Bauden des III. Gebirgsteils durch einen Hilfslehrer in Töpferbauden unterrichtet. 1844 erwarb Alois Renner den Kalkbruch einschließlich mehrerer Kalköfen. Bis zur Mitte des 19. Jahrhunderts blieb Schwarzenthal der Herrschaft Hohenelbe untertänig.
Nach der Aufhebung der Patrimonialherrschaften bildete Schwarzenthal / Černý Důl ab 1850 eine Marktgemeinde im Gerichtsbezirk Hohenelbe bzw. im Bezirk Hohenelbe. Am Standort des ehemaligen Eisenhammers entstanden 1859 eine Holzschleiferei und eine Bleiche. Die im selben Jahre gegründete Papierfabrik stellte den Betrieb bald wieder ein und wurde von Josef Menčík aufgekauft, der darin ab 1874 eine Färberei und Baumwolldruckerei betrieb und diese noch um eine Weberei erweiterte. Weitere Unternehmen waren die Kalkbrennerei und Marmorfabrikation der Familie Renner. Außerdem bestanden bis 1899 noch zwei Brettmühlen und eine Schindlerei. Ab 1861 bestand in Töpferbauden eine Außenstelle der Schwarzenthaler Schule. Die Freiwillige Feuerwehr Schwarzenthal bildete sich 1874. Im Jahre 1875 zog die Schule von der hölzernen Chaluppe in Schwarzenthal in ein neues steinernes Gebäude. Ab 1876 wurde zweiklassig und ab 1879 dreiklassig unterrichtet. Im Jahre 1900 baute Menčík sein Unternehmen um eine Mechanische Weberei aus. 1867 entstand die erste öffentliche Wasserleitung, welche über Holzröhren den Brunnen und die Häuser am Markt versorgte. 1869 wurden in Schwarzenthal ein Postamt und 1891 ein Telegraphenamt eingerichtet. Seit 1901 bestand im Ortsteil Töpferbauden eine eigene einklassige Schule für die Kinder aus den Gebirgsbauden. Am 30. Dezember 1902 wurde Neudorf, das seit der Stadtgründung schon immer von Schwarzenthal aus verwaltet worden war, aber seit 1850 als eigene politische Gemeinde galt, auf Anordnung der k.k. Statthalters offiziell nach Schwarzenthal eingemeindet. Nachdem mehrere örtliche Unternehmen bereits eigene zeitgemäße Wasserversorgungen angelegt hatten, entstand 1901 im Ortsteil Töpferbauden eine öffentliche Wasserversorgung. Zwei Jahre später wurde eine solche auch für Schwarzenthal einschließlich Neudorf hergestellt. 1914 wurde das Städtchen an das Elektrizitätsnetz angeschlossen. Nach dem Zusammenbruch der k.u.k. Monarchie erklärte sich das Städtchen 1918 als Teil der Provinz Deutschböhmen und gegen eine Zugehörigkeit zur Tschechoslowakei. Zwischen dem 7. und 15. Dezember 1918 besetzte die Tschechoslowakische Armee Schwarzenthal und konnte die Gebietsansprüche sichern. Der tschechische Ortsname Černý Důl wurde 1921 eingeführt. Im Jahre 1930 hatte das Städtchen 1105 Einwohner, darunter waren 1059 Deutsche und 42 Tschechen. Bei den Parlamentswahlen von 1935 gewann die Sudetendeutsche Partei mit 62 % erstmals die absolute Mehrheit und schlug dabei deutlich die seit 1927 dominierenden Parteien Deutsche sozialdemokratische Arbeiterpartei und Bund der Landwirte.
Infolge des Münchner Abkommens wurde Schwarzenthal 1938 dem Deutschen Reich angeschlossen und gehörte bis 1945 zum Landkreis Hohenelbe. Bei den Reichstagswahlen von 1938 kam die Henlein-Partei auf 80 % der Stimmen. 1939 lebten in Schwarzenthal 1066 Menschen. In Schwarzenthal existierte von April 1942 bis Februar 1944 ein Zwangsarbeitslager für 190 Frauen, davon 90 Jüdinnen.
Am 10. Mai 1945 besetzte die Rote Armee den Ort. Nach dem Zweiten Weltkrieg kam der Ort zur Tschechoslowakei zurück und der größte Teil der deutschen Bevölkerung wurde bis Ende 1946 vertrieben. 1948 verlor Černý Důl seinen Status als Městys. Im Jahre 1961 erfolgte die Eingemeindung von Čistá v Krkonoších und Fořt. Zugleich wurde Černý Důl infolge der Aufhebung des Okres Vrchlabí dem Okres Trutnov zugeordnet. Seit dem 11. März 2008 ist Černý Důl wieder ein Městys.
Heute ist Černý Důl ein Wintersportzentrum mit mehreren Liftanlagen.

## Ortsgliederung

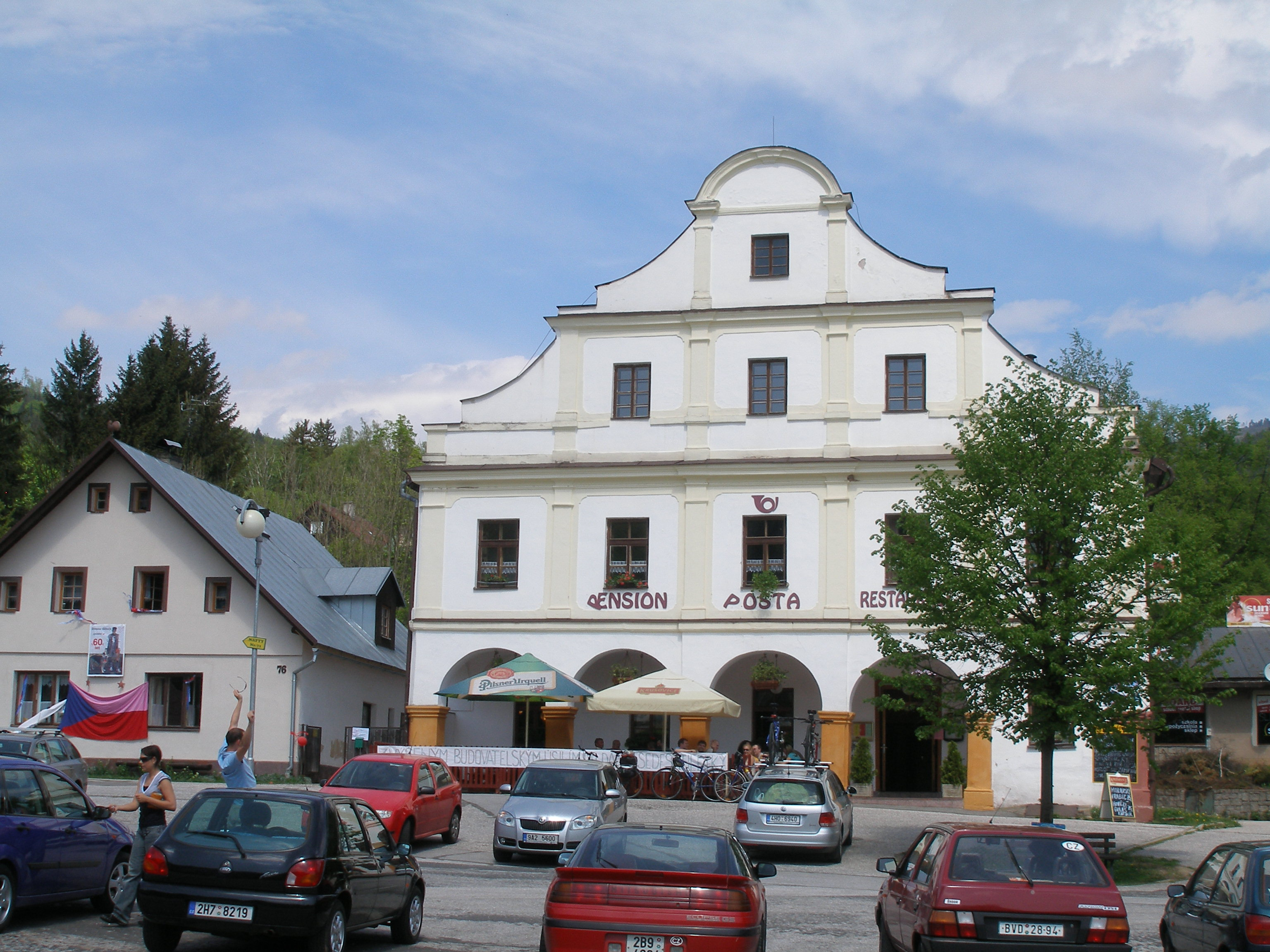
Hotel Posta

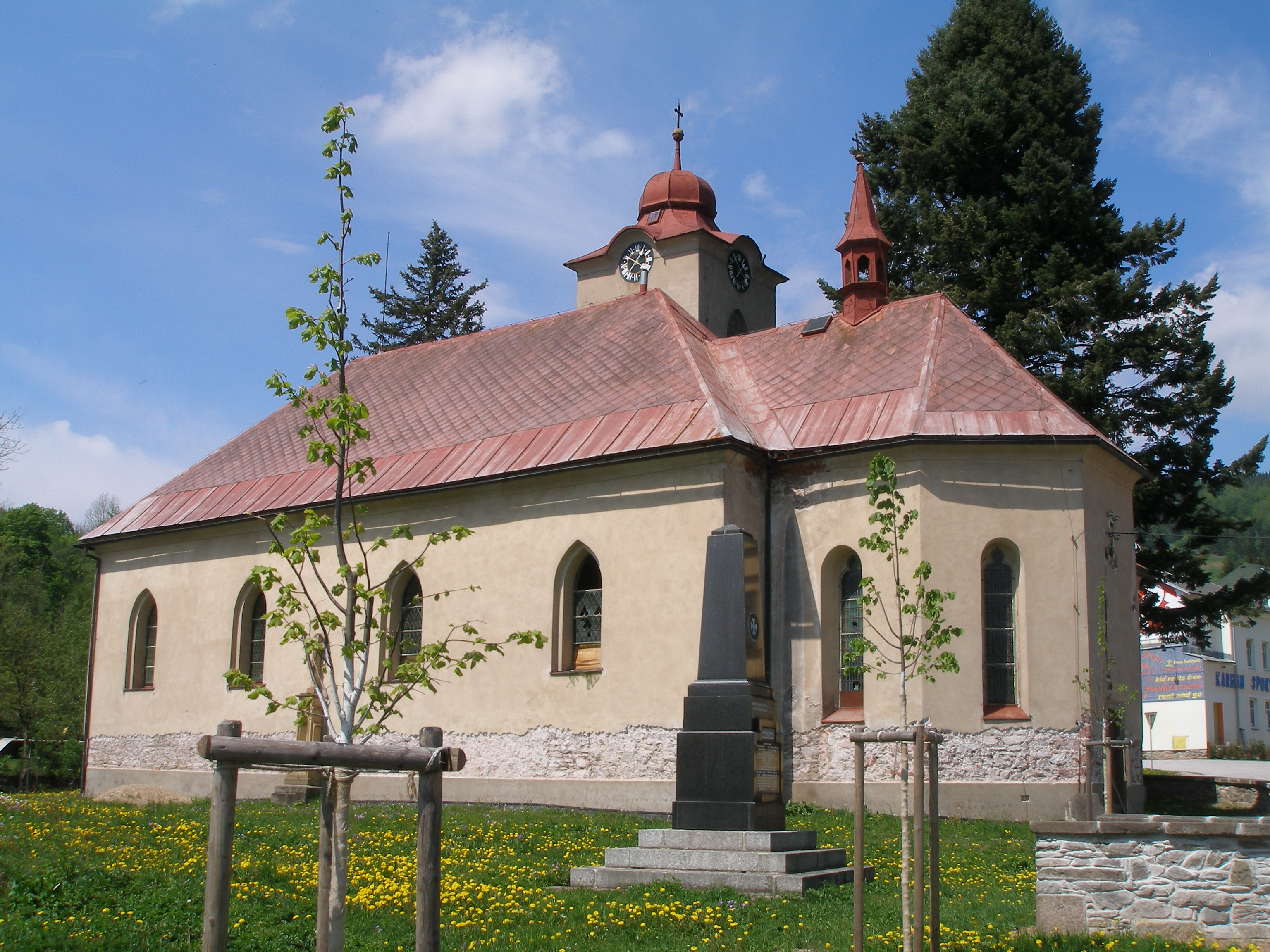
Kirche des Erzengels Michael

Die Minderstadt Černý Důl gliedert sich in die Ortsteile Čistá v Krkonoších (Lauterwasser), Černý Důl (Schwarzenthal) und Fořt (Forst). Zum Kernort Černý Důl gehören die Ansiedlung Nová Ves (Neudorf) und die Bauden des III. Gebirgsanteils (III. horský díl): Bobí boudy (Bohnwiesbauden), Bönischovy boudy (Bönischbauden), Hrnčířské boudy (Töpferbauden), Liščí boudy (Fuchsbergbauden), Spieglovy boudy (auch Zrcadlovky bzw. Na Zrcadle; Spiegelbauden).

## Sehenswürdigkeiten

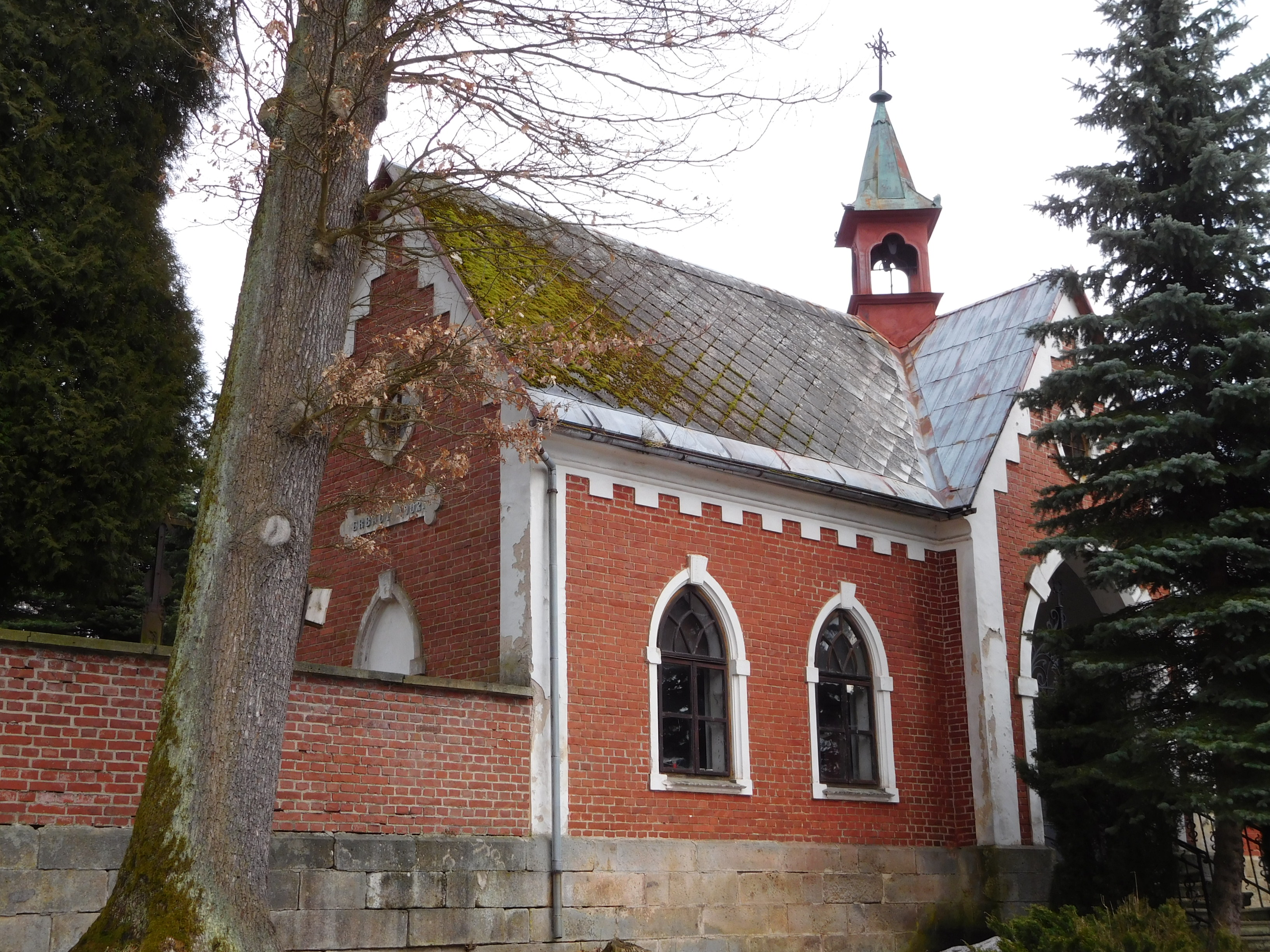
Friedhofskapelle

- Pfarrkirche des Erzengels Michael; der Renaissancebau entstand 1607 durch Erweiterung der 1556 erbauten Kapelle Gottes Hilf. 1787 wurde sie unter dem Patronat des Religionsfonds zur Pfarrkirche erhoben. Ihre heutige Gestalt erhielt sie beim Umbau und Erweiterung von 1830 bis 1832.
- Klassizistisches Pfarrhaus, erbaut um 1830
- Denkmalgeschützter Kreuzweg an der Innenseite der Umfassungsmauer des ehem. Kirchhofs
- Neogotische Begräbniskapelle, errichtet 1902 auf dem interkonfessionellen städtischen Friedhof
- Rathaus mit Vorlauben
- Barocke Statue des hl. Michael auf dem Markt, geschaffen 1713
- Burgstall Purkhýbl (Burghübl), südlich des Städtchens über dem Pfaffenzelltal; von der im 14. Jahrhundert errichteten Anlage sind Wälle und Gräben erhalten; seit der ersten Hälfte des 16. Jahrhunderts gilt die Burg als wüst
- Barbarakapelle, östlich des Ortes an der Straße nach Janské Lázně